# 外山圭一郎
外山 圭一郎（とやま けいいちろう、1970年1月1日 - ）は、日本のゲームクリエイター。株式会社ボーカゲームスタジオ代表取締役。

## 来歴
宮崎県都城市出身。
1994年、東京造形大学卒業。
1994年、コナミ入社。学生時代末期、たまたま持っていたコナミの電子知育玩具ピクノでドット絵を描いて入社試験を受けた結果、珍しがられて採用された。
1999年、ディレクター・シナリオとして『サイレントヒル』を開発し、「『バイオハザード』的なB級ホラーの要素から離れ、雰囲気を重視した心理的なホラースタイルへと移行したことで、サバイバルホラーのジャンルを定義した」と評されるほどの高い評価を得るも制作の過程で自信を喪失。自身のデザイン作業が他のスタッフの才能を邪魔しているように感じ、一から学び直すつもりでソニー・コンピュータエンタテインメント (SCE) に移籍する。以降の『サイレントヒル』シリーズには関わっていない。
続く『夜明けのマリコ』でデザインリーダーを務めた事によりディレクターとは異なる視点を得て自信をつけ、『サイレントヒル』のクリーチャーデザイナーであり、『夜明けのマリコ』にも携わった佐藤直子と共に『SIREN』を手掛ける。同作はシリーズ化され、発売20年を経てもトレンド入りするほどの話題作となる。三作目『SIREN: New Translation』は海外市場向けとして、主要人物をアメリカ人に置き換えて一作目を再解釈するという手法を取るが、後にこれを「生き残るため、と奔走するうちに何かを見失っていた」と反省し、「日本の良さを打ち出して普遍性が高いことをする」方向性に転換する。
2012年に発売された『GRAVITY DAZE/重力的眩暈:上層への帰還において彼女の内宇宙に生じた摂動 』は、日本ゲーム大賞2012 年間作品部門 大賞、第16回文化庁メディア芸術祭エンターテインメント部門 優秀賞などを受賞した。
2020年、ソニー・インタラクティブエンタテインメント（SIE）退社。佐藤一信や大倉純也らと共に独立して自身のゲームスタジオとなるボーカゲームスタジオ（Bokeh Game Studio）を設立。社名にある「Bokeh」は写真の表現手法のボケに由来する。
2024年、スタジオ第1弾となる『野狗子: Slitterhead』を発売する。

## ディレクション作品
- 『サイレントヒル』（1999年1月31日、コナミ、PlayStation）
- 『SIREN』（2003年11月6日、ソニー・コンピュータエンタテインメント、PlayStation 2）
- 『SIREN2』（2006年2月9日、ソニー・コンピュータエンタテインメント、PlayStation 2）
- 『SIREN:New Translation』（2008年7月24日、ソニー・コンピュータエンタテインメント、PlayStation 3）
- 『GRAVITY DAZE/重力的眩暈:上層への帰還において彼女の内宇宙に生じた摂動』（2012年2月9日、ソニー・コンピュータエンタテインメント、PlayStation Vita）（2015年12月10日、ソニー・コンピュータエンタテインメント、PlayStation 4）
- 『GRAVITY DAZE 2/重力的眩暈完結編:上層への帰還の果て、彼女の内宇宙に収斂した選択』（2017年1月19日、ソニー・インタラクティブエンタテインメント、PlayStation 4）
- 『野狗子: Slitterhead』（2024年11月8日、ボーカゲームスタジオ、PlayStation 5,PlayStation 4,Xbox Series X/S,PC）

## アート参加作品
- 『スナッチャー』(※日本未発売のメガCD版)（1994年12月15日、 コナミ、Sega CD）
- 『ときめきメモリアル ～forever with you～』（1995年10月13日、 コナミ、PlayStation）
- 『ハイパーオリンピック イン アトランタ』（1996年6月28日、コナミ、PlayStation）
- 『夜明けのマリコ』（2001年12月6日、 ソニー・コンピュータエンタテインメント 、PlayStation 2）